# Dropnetel
De dropnetel (Agastache foeniculum) is een muntachtig kruid waarvan de bladeren naar anijs smaken. De geur doet echter aan de smaak van drop denken. Het is een niet winterharde vaste plant. Deze plant dient echter niet verward te worden met de zoethoutplant (Glycyrrhiza glabra) die werkelijk gebruikt wordt om drop te maken. 
De bladeren van de dropnetel lijken op de bladeren van Monarda, maar die plant heeft een rode bloem en de dropnetel heeft een blauw/paarse bloem. De plant komt van nature voor op de prairies van Noord-Amerika. Er bestaan verschillende cultivars waarvan sommige met andere kleuren.

## Beschrijving
Deze soort groeit van 61 cm tot 120 cm lang en 30 cm breed, in een klompachtige, rechtopstaande vorm, met lange blauwpaarse bloemkaarsen. De bladeren hebben een ovale, getande vorm met daaronder een witte tint. De plant bloeit in juni tot september met heldere lavendelbloemen die bij de punt kleurrijker worden. Eén plant kan meer dan 90.000 individuele bloemen produceren. Het wortelstelsel produceert een penwortel

## Toepassingen
Het kruid kent verschillende culinaire en medicinale toepassingen en is in Europa winterhard. De Apache-indianen gebruikten deze plant al als geneesmiddel.